# Левит, Карел
Ка́рел Ле́вит (чеш. Karel Lewit; 25 апреля 1916, Любляна — 2 октября 2014) — чешский врач еврейского происхождения, доктор медицинских наук, профессор, один из основателей пражской школы реабилитации.

## Биография
Родился 25 апреля 1916 года в семье врачей Эгона и Хедвики Левитов в Лайбахе, Герцогство Крайна (ныне Любляна, Словения), где его отец работал в инфекционной больнице. 
К концу Первой мировой войны семья перебралась в Прагу.
В 1934 году Карел Левит окончил гимназию, а затем поступил на врачебный факультет Карлова университета. Обучение было прервано в марте 1939 года в связи с эмиграцией во Францию, в Париж, где К. Левит стал работать в больнице Биша́, руководимой профессором А. Мондором.
С началом Второй мировой войны Левит вступил в ряды Сопротивления в качестве санитара. Заканчивал войну в Нормандии. В 1945 году демобилизован, сразу вернулся доучиваться на врачебный факультет и на следующий год получил диплом врача.
В дальнейшем около 13 лет работал в неврологической клинике под руководством чешского невролога, академика Камила Хеннера (Kamil Henner). Там доктор Левит включился в работу Черни, ассистента Хеннера, по исследовательской теме «межпозвонковый диск» и вскоре — по теме нейрорадиологии, под руководством профессора Яна Йироута (Jan Jirout). Этим направлениям, которые могли быть удачно комбинированы, он оставался верен и далее.
В 1956 году К. Левит получил степень кандидата наук.
В 1960 году он перешёл в неврологическую клинику в Виноградах (Прага), являвшуюся базой института переквалификации.
В 1968 году К. Левит был рекомендован на заведование кафедрой гигиены, но в связи с событиями августа 1968 года так и не получил этого места.
В 1976 году К. Левит заявил об уходе на пенсию, но перешёл работать в здравоохранение железнодорожного ведомства, где был принят дружелюбно, и проработал там до 1992 года.
В 1994 году он вернулся в неврологическую клинику в Виноградах, а с 1996 года работал в реабилитационной клинике Карлова университета в Праге, в факультетской больнице Мотол (немоцнице Мотол). Здесь К. Левит преподавал не только те лекционные курсы, которые он разработал в 1991 и 2001 годах, но и новый курс.

### Мануальная медицина
Уже в 1948 году Левит начал экспериментировать с тракционной техникой, а с 1951 года, под влиянием хиропрактики — с манипуляционными приёмами. Когда эффективность этих методов в реабилитации стала для Левита очевидной, он решил изучить их досконально.
В 1954 году доктора К. Левит и К. Обрда (К. Obrda) основали сообщество реабилитологов, а затем секцию мануальной медицины. С тех пор Левит систематически изучал и преподавал сначала манипуляционные техники, затем «мануальную», а в конце концов — «скелетно-мышечную» медицину. Техника лечебного воздействия тоже претерпела значительные изменения — от «старой» хиропрактики к остеопатическим методам, а затем и к приёмам мягких техник.
В одном коллективе с К. Левитом работали профессор Янда, доктор Веле, профессор Йироут. Группа учёных работала очень творчески, что привело к появлению в мире такого понятия, как Пражская школа реабилитации. Кроме того, Левиту пришлось давать лекции и демонстрационные уроки не только в Чехословакии, но и в ГДР, Болгарии, Польше, а затем и в СССР. Это вынудило Левита подготовить учебник по мануальной медицине. Постепенно этот учебник приобрёл международную известность и был переведён на немецкий (7 изданий), английский (3 издания), японский и испанский (по одному изданию) языки.
В связи с гонениями 1968 года Карел Левит был вынужден покинуть клинику и нашёл временную работу в научно-исследовательском институте ревматических заболеваний. Там же, в 1974 году, хотя и в трудных условиях, но с успехом, организовал Пражский конгресс FIMM.

### Связь с СССР и Россией
После событий 1968 года в Праге К. Левиту было отказано в приезде в СССР для ознакомления с работой казанской вертеброневрологической школы. Однако со временем ситуацию удалось изменить. Карел Левит и его ученики проводили переподготовку советских врачей. Так, одним из первых, в 1980 году, у Левита в Праге стажировался доктор Г. А. Иваничев. Затем, в 1984 году, сам Левит приезжал в Казань, где провёл курс подготовки специалистов по мануальной терапии.
В России издана книга:
- Левит К., Захсе Й., Янда В. Мануальная медицина // М.: Медицина, 1993. — 512 с.